# 에이미 폰드
아멜리아 '에이미' 폰드 (Amelia "Amy" Pond)는 영국 BBC의 SF 드라마 닥터 후의 등장인물로, 캐런 길런 (성인), 케이틀린 블랙우드 (어린 시절)이 연기하였다. 작중 11대 닥터 (닥터의 11번째 생애, 맷 스미스 분)의 동행자로서 함께 여행을 다녔으며 시즌 5 (2010년)부터 시즌 7 (2012년) 1부까지 등장하였다. 또 11대 닥터의 마지막 에피소드인 "The Time of the Doctor"에서 카메오로 짤막하게 출연한다.
어린 시절 때 이름이 '아멜리아 폰드'였으며, 성인이 되고 나서 이름을 '에이미 폰드'로 바꿨다. 에이미는 7살 때 방 벽에 알 수 없는 큰 금이 간 것을 고민하다 닥터를 처음 만났다. 닥터는 5분 안에 에이미에게 돌아가 타디스로 함께 떠나자고 약속했지만 실수로 12년 뒤에 도착하게 된다. 그 사이 성인으로 자라난 에이미는 닥터를 '상상 속 친구'로만 남겨두며 존재를 지워두고 있었으나, 다시 닥터와 재회하여 여행을 떠나게 된다.
이후 에이미의 약혼자 로리 윌리엄스 (아서 다빌)도 합류하여 시간여행을 떠나고, 시즌 5가 끝날 무렵 두 사람은 결혼한다. 시즌 6에서는 두 사람 사이에서 딸 멜로디 폰드가 태어나는데, 시즌 4부터 등장해온 인물이라는 사실이 밝혀진다.

## 행적

### TV 드라마

#### 시즌 5
2010년 시즌 5 1화 "The Eleventh Hour"에서 닥터 (맷 스미스)가 어느 날 밤 집 앞마당에 타디스가 추락했을 때 만난 소녀 '아멜리아'로 처음 등장한다. 아멜리아는 이모하고만 살고 있는 스코틀랜드 출신의 7살 소녀로 묘사된다. 닥터에게 자기 방 벽에 생긴 특이한 금을 한번 봐 달라고 부탁하지만, 원인을 알아내기도 전에 닥터는 타디스의 고장 경고에 돌아갈 수밖에 없는 처지가 되었다. 닥터는 아멜리아에게 5분 후에 돌아올 것이라 약속하지만, 실수로 12년 뒤로 넘어가 다시 재회하게 된다. 그 사이 닥터를 기다리던 아멜리아는 가족과 친구들에게 털어놓아 보지만, 아멜리아가 꾸며낸 상상의 친구일 줄로만 알고, 닥터가 진짜라는 주장에도 정신과를 전전하며 치료를 받게 된다.
닥터가 돌아왔을 때 에이미는 19살 성인에, 생일파티의 키스배달부로 일하고 있었다. 닥터와 함께 0번 죄수와 은하 경찰 아트락시로부터 지구를 구하고, 2년 뒤 다시 찾아온 닥터를 따라 동행자로서 시간여행을 시작했다. "Flesh and Stone" 편 마지막에서는 로리 윌리엄스 (아서 다빌)과의 결혼 전날 지구에서 떠났다는 사실을 밝히면서도, 동시에 닥터에 대한 호감을 감추지 못한다. 닥터는 로리에게 돌아가 에이미와의 낭만적인 데이트를 위해 16세기 베네치아로 데려가고, 로리는 그 후로 계속해서 두 사람과 함께 여행을 떠난다. "Amy's Choice"에서 에이미는 닥터와 로리 두 사람을 향한 감정의 충돌을 해소해야 한다는 압박을 받고, 동시에 로리를 향한 사랑이 얼마나 깊었는지를 다시금 깨닫는다. 그러나 "Cold Blood"에서 로리가 실루리안 종족에게 살해되고, 우주의 균열로 인해 역사 속에서 그 존재가 사라진다. 에이미는 로리가 자신이 지니고 있던 타임라인의 일부였기에 그를 처음부터 만난 적이 없다는 듯이 행동하게 되어버린다. 로리를 잃었다는 죄책감을 덜어주기 위해 닥터는 에이미를 19세기 프랑스로 데려가고, 에이미는 유명 화가 빈센트 반 고흐 (토니 커란)와 우정을 쌓는다.
시즌 5 마지막 에피소드 "The Pandorica Opens" / "The Big Bang"에서는 로리가 서기 102년 로마제국의 병사로 다시 등장한다. 로리는 에이미를 자극해 자신에 대한 기억을 다시 되살려 내지만, 사실은 네스틴 컨셔스니스가 닥터를 잡기 위해 정교하게 만들어진 오톤 (살아있는 플라스틱 복제본)이었음이 밝혀진다. 로리의 의식만큼은 살아남아서 네스틴의 명령에 맞서 싸우고자 하지만, 결국 설계된 대로 에이미를 쏴 죽이고 만다. 죽은 에이미는 닥터를 가두기 위한 특수 감옥인 '판도리카'에 갇히고, 로리는 2000년 동안 판도리카의 곁을 지킨다.
한편 닥터는 에이미가 결혼식 날 일시적인 폭발로 인해 발생한 우주의 균열에 관여했다는 사실을 알아차린다. 닥터는 에이미의 부모님이 벽의 갈라진 틈으로 들어가는 바람에 존재가 지워졌다며 부모님을 다시 기억해 내라고 에이미를 자극한다. 판도리카를 이용해 우주를 재부팅한 닥터는 자신의 타임라인을 통해 과거로 돌아가 에이미의 기억 속에 타디스를 심을 수 있게 된다. 결혼식 날 잠에서 깬 에이미는 부모님이 현실로 돌아오고, 복원된 로리와 결혼하는 타임라인에존재하게 된다. 그 순간, 리버 송 (앨릭스 킹스턴)이 자신에게 남기고 간 타디스 모양의 일기장을 보고서 모든 기억을 다시 떠올린다. 에이미가 마침내 닥터를 기억하고, 닥터도 현실 속 존재로 귀환한다. 이 시점을 다룬 사라 제인 어드벤처 에피소드 "Death of the Doctor"에서는 닥터가 에이미와 로리를 '신혼여행 행성'에 내려주고, 두 사람은 성간 비행 유람선을 타고 신혼여행을 떠난다고 언급된다. 한편 이 유람선은 외계종족이 사는 행성으로 추락할 위기에 처했다가 닥터가 구해냈다는 이야기이다.

#### 시즌 6
2011년 시즌 6은 에이미와 로리의 평범한 일상생활로 시작된다. 두 사람은 이름모를 사람으로부터 온 초대장을 통해 미국 유타주의 사막으로 떠나 닥터, 리버송과 재회한다. 닥터 시점에서 에이미 부부와 재회한 것은 200년이 다 되었던 시점. 어떤 호수가로 다같이 소풍을 떠난 에이미는 닥터가 아폴로 우주복을 입은 우주비행사의 손에 죽는 모습을 목격한다. 이후 닥터가 200년 전의 자신도 그 자리에 함께 초대했다는 사실이 밝혀진다. 닥터 일행은 한번 마주치고 나선 그 존재를 잊어버리는 외계 종족 사일런스와 관련된 이상한 사건을 조사하기 위해 1969년 워싱턴 DC로 이동한다. 그곳에서 에이미와 일행은 아폴로 우주복을 입은 어린 소녀를 발견한다. 그 소녀가 자라서 미래의 닥터를 죽일 것을 막기 위해 총을 꺼내든 에이미는 자신의 임신 사실을 닥터에게 털어놓는다. 이후 소녀가 있었다는 고아원에서 에이미는 갓난아기를 안고 있는 자신의 사진을 발견한다. 닥터가 에이미에게 임신 사실에 대해 묻자, 에이미는 자기가 착각했다고 말하고, 닥터의 스캔 조사에서도 알 수 없는 상태로 마무리된다.
이후의 모험에서 에이미는 안대를 찬 여성 (프랜시스 바버)이 자꾸 눈앞에 나타나는 이상한 환상에 시달린다. "The Almost People"에서는 임신하지 않았다던 에이미, 즉 지금껏 닥터와 함께 해왔던 에이미가 실제로는 갱어 (ganger)로, 원래 에이미의 의식에 따라 움직이는 복제본이었다는 사실이 밝혀진다. 실제 에이미는 눈가리개를 한 여자에게 붙잡혀 출산을 앞두고 있었다. "A Good Man Goes to War"에서 에이미는 딸아이를 낳는데 그 이름이 '멜로디 폰드' (Melody Pond)였고, 에이미를 출산시키게 만든 눈가리개를 한 여자는 코바리안 부인으로, 언젠가 닥터를 죽이도록 훈련시키려고 멜로디를 납치해 간다. 그런 뒤 리버 송이 나타나, 에이미에게 자기가 다 큰 멜로디라는 사실을 밝힌다.
그 다음 에피소드인 "Let's Kill Hitler"에서는, 에이미의 과거 회상을 통해 에이미와 로리의 어린 시절 친구 멜스 (니나 투세인화이트)가 처음 등장한다. 사춘기 때 로리가 한동안 에이미를 좋아한다는 사실을 멜스가 알아채면서 두 사람이 데이트를 하게 된 것이다. 다시 지금 시점으로 돌아와, 멜스는 타디스를 납치하고 1939년 베를린으로 날아가 히틀러 (앨버트 웰링)에게 총을 맞는다. 그런데 멜스는 재생성을 거쳐 리버 송으로 다시 태어난다. 이후 리버 송은 에이미가 자신과 함께 자랐으며, 사일런스가 자신으로 하여금 닥터를 죽이도록 세뇌했다는 사실을 털어놓는다. 이후 에이미는 닥터의 설득으로 성인이 된 딸이 예정된 삶대로 살도록 단념한다. "The Girl Who Waited"에서 에이미는 닥터, 로리와 어느 행성을 둘러보다 격리시설에 갇혀 헤어지고, 36년 동안 혼자 살게 된다. 36년 만에 에이미에게 돌아온 닥터는 젊은 에이미를 구하기 위해 시간을 거슬러 올라가고 싶어하지만, 늙어버린 에이미는 지금의 자신과 옛날의 자신 둘 다 데려가라고 주장합니다. 그러나 닥터는 둘 모두를 데려가면서 발생하는 타임 패러독스를 타디스가 용납하지 않을 것이고, 결국 늙은 에이미를 남겨두게 된다.
"The God Complex"에서 닥터는 에이미가 믿음을 먹고 사는 존재 때문에 감옥에 갇혀 있다는 사실을 알게 되고, 자신에 대한 에이미의 믿음을 깨뜨린다. 에피소드 막바지에서 더 이상 두 사람의 목숨을 걸고 싶지 않게 된 닥터는 에이미와 로리 부부에게 집과 차를 선물한 후 두 사람과 헤어진다. 그 다음 편인 "Closing Time"에서는 에이미가 출연하지는 않고 다만 "기다리는 데 지친 소녀를 위해"라는 문구를 내건 향수 광고의 유명한 패션 모델로 활동하는 것으로 묘사된다. 시즌 6의 마지막편인 "The Wedding of River Song"은 시즌 첫머리에서 보여준 바와 같이, 유타주의 사막에서 닥터에게 총을 겨눈 그 우주복 안에 리버송이 있는 대체 우주의 상황을 묘사한다. 사일런스에 맞서 싸우는 비밀조직의 우두머리로 활동하던 에이미는 닥터와 리버를 다시 만난 뒤, 멜로디를 납치하고 양육권을 앗아간 코바리안 부인을 찾아가 죽인다. 꼬여버린 역사가 원래대로 복원된 후 리버송은 에이미에게 찾아가 그때 사막에서 닥터가 죽은 것은 사실 연기였다고 밝힌다. 2011년 크리스마스 스페셜의 엔딩에서는 그로부터 2년 뒤 닥터가 에이미와 로리에게 돌아와 크리스마스 저녁 식사를 함께하는 것으로 묘사된다.

#### 시즌 7
2012년 시즌 7 1부의 첫번째 에피소드 "Asylum of the Daleks"는 여전히 패션 모델로 일하고 있는 에이미가 로리와 사이가 멀어져 이혼서류에 서명하는 모습을 보여주고 있다. 닥터는 임무 중에 두 부부의 화해를 작정하고 서로에 대한 감정을 다시 생각하게 만든다. 이때 에이미는 "A Good Man Goes to War" 편 이후로 불임 상태였고, 로리가 아이를 낳았으면 좋겠다는 것을 알았기에 로리 곁을 떠나려 했다는 사실이 밝혀진다. 이후 두 사람은 "Dinosaurs on a Spaceship", "A Town Called Mercy"의 두 편에서 닥터와 함께 소소한 모험을 계속하지만, 마지막에 이르러 닥터의 곁을 떠나 각자의 일상으로 돌아간다. "The Power of Three"에서는 에이미의 현재 직업이 기자이고, 자신과 로리가 닥터를 만난 지 10년이 되었다는 사실을 밝힌다. 두 부부는 평범한 삶과 닥터와의 삶, 둘 중의 하나를 택해야 하는 기로에 놓인다. 두 사람은 평범한 삶을 바라지만 로리의 아버지 브라이언 (마크 윌리엄스)는 닥터와 계속 여행하는 것이 어떻겠냐고 권한다. 그러나 닥터와 함께 떠난 그 다음 모험인 "The Angels Take Manhattan"에서 두 사람은 끝을 맞이한다. 에이미와 로리는 손에 닿는 순간 먼 과거로 보내어 쓸쓸히 죽게 만드는 우는 천사의 위협을 받는다. 이 사건을 목격한 두 사람은 자살을 시도하여 일으킨 타임 패러독스로 모든 천사를 쓸어버리지만, 그와 동시에 닥터의 타디스도 해당 지역에 영영 접근할 수 없게 되어버린다. 그 때 사라진 줄 알았던 천사 하나가 로리에게 접근해 과거로 보내버리고, 닥터가 로리를 되돌릴 수 없자 에이미는 로리와 함께하기 위해 자신도 천사의 손에 닿아 과거로 간다. 뉴욕 공동묘지에 남겨진 두 사람의 묘비에는, 로리는 82세에 사망했고 에이미는 87세에 사망했다는 사실이 밝혀진다.
이후 리버 송은 1930년대 펄프 픽션 소설의 후기란을 통해 에이미가 닥터에게 메시지를 남기도록 한다. 이 메시지를 빌어 에이미는 로리와 함께하게 되어서 행복하고, 닥터가 혼자 여행하게 된 것이 걱정된다는 인사를 남긴다. 해당 에피소드의 초안 각본을 기반으로 제작된 미니에피소드 부가영상인 "P.S."에서는 로리와 에이미가 1946년에 아들을 입양했고, 그 이름을 앤서니 브라이언 윌리엄스 (Anthony Brian Williams)라 지었다는 사실이 밝혀진다. 에이미의 생애는 여기서 끝이지만, 2013년 시즌 7 2부의 "The Time of the Doctor"에서 배우 캐런 길런이 마지막으로 출연한다. 11대 닥터가 재생성을 하는 과정에서 뛰어다니는 아멜리아의 모습으로, 이윽고 어른 에이미의 환영으로 다가와 닥터에게 마지막 작별 인사를 건넨다.